# ケイリー＝ガルト関税
ケイリー=ガルト関税 (Cayley-Galt Tariff) は1858年に結ばれたカナダ史における最初の保護関税である。カナダ国内の製造業を支援するために、輸入工業製品には20%、一部に工業製品が含まれるものには10%の税金が課された。
この関税によって、すぐさまイギリスとアメリカの双方で不満が沸き起こった。アメリカ側の怒りは、天然資源における自由貿易を認めた加米互恵条約を1866年に失効させる遠因になった。こうしたガルト関税は、1879年に可決したナショナル・ポリシーのもとで導入されたより体系的な保護政策の明暗を先取りするものでもあった。